# 미시오네스주 (파라과이)

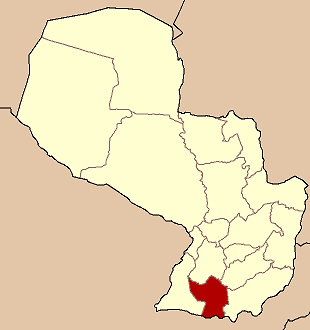
미시오네스 주의 위치

미시오네스주(스페인어: Departamento de Misiones)는 파라과이 남부에 위치한 주로 주도는 산후안바우티스타이며 면적은 9,556km2, 인구는 113,644명(2002년 기준), 인구 밀도는 12명/km2이다.
북쪽으로는 파라과리 주와 카사파 주, 동쪽으로는 이타푸아 주, 서쪽으로는 녬부쿠 주와 접하며 남쪽으로는 아르헨티나와 국경을 접한다. 30개 현을 관할한다.

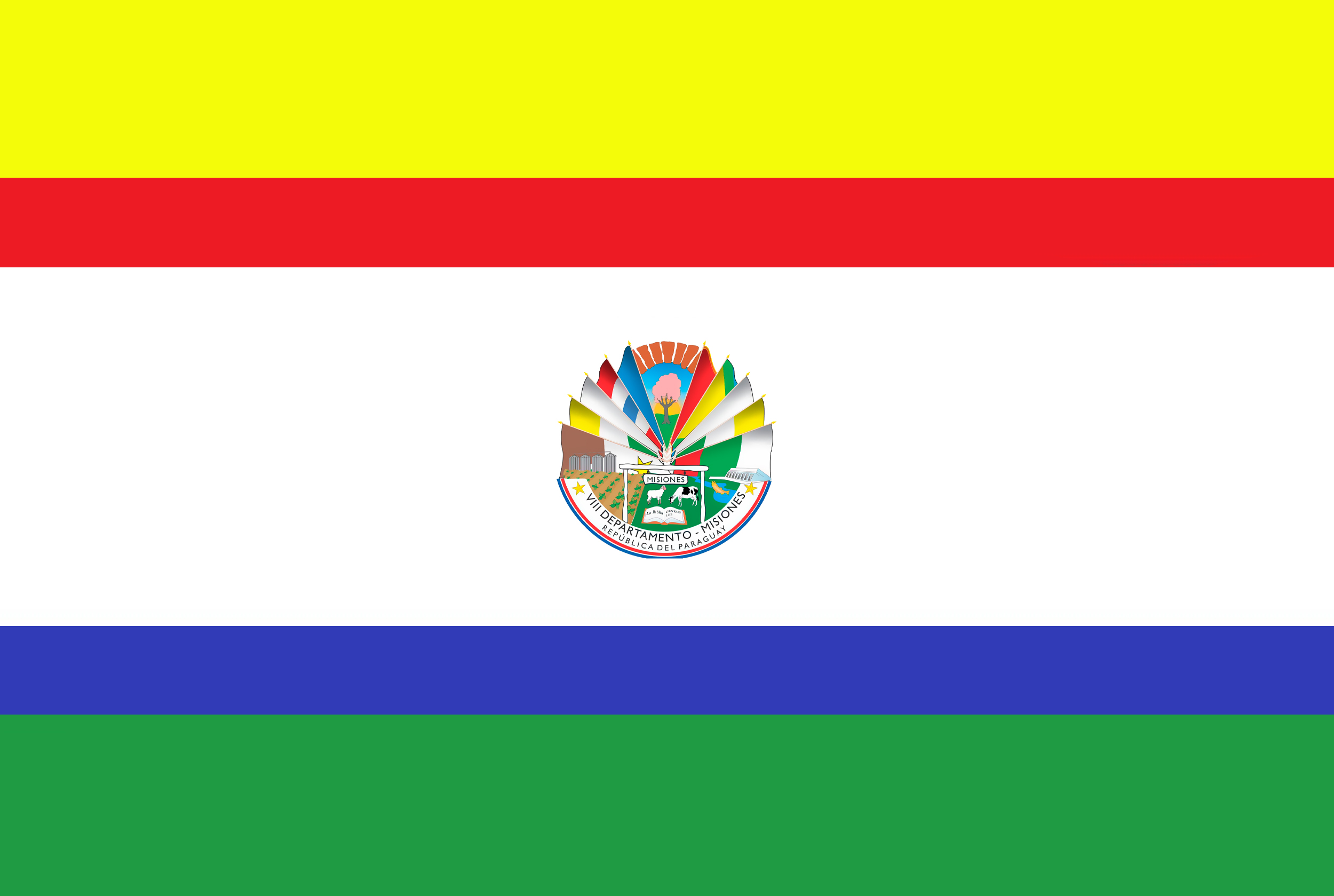
주기
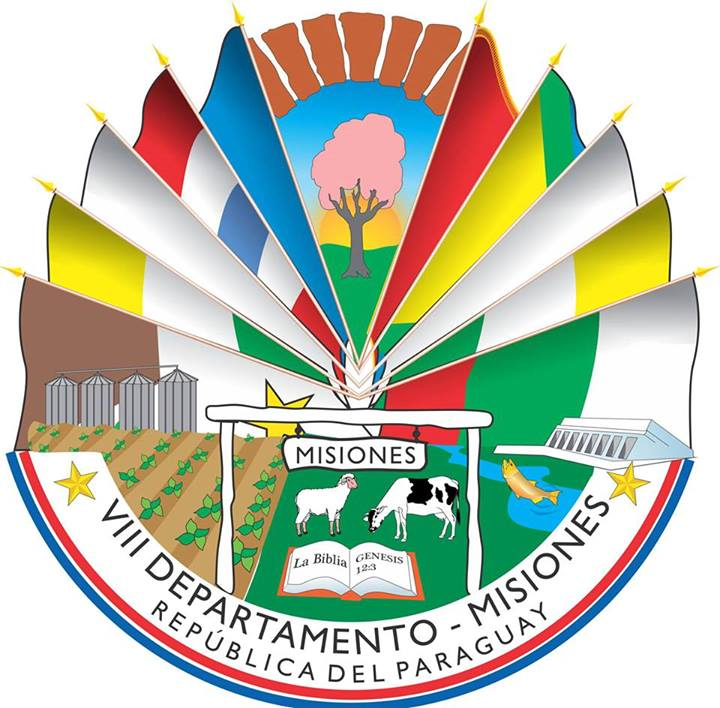
주 문장